# Персиковий пух
Персиковий пух (англ. Peach fuzz) — комедійна дитяча манґа, намальована Ліндсі Сібос і Джаредом Ходжесом.

## Сюжет
Дев'ятирічна Аманда — самотня дівчинка, яка відчайдушно мріє про домашнього улюбленця. Обравши тхорика на ім'я Піччі, Аманда нарешті отримує те, чого ніхто в школі не має! Є тільки дві умови: Аманда повинна піклуватися про Піччі, а Піччі ніколи не повинна кусатися! Коли ж примхлива Піччі бачить руку Аманди, яка крихітному тхорику із забаганками принцеси здається п'ятиголовою потворою, то кусає її, захищаючись! Як тепер вчинить Аманда?

## Персонажі
- Аманда — самотня дівчинка, яка має руде волосся.
- Піччі — домашній тхір.

## Публікація
Манґа Персиковий пух, написана та ілюстрована Лінсі Сібос та Джаредом Ходжесом, від видавництва Tokyopop виходила англійською мовою у Північній Америці та Сполученому Королівстві з 11 січня 2005 по 11 грудня 2007. З січня по липень 2006 року перші шість глав манґи також виходили на у 40 різних газетах, включаючи The Chicago Tribune, Los Angeles Times та Vancouver Sun. Манґа була видана у декількох інших країнах: у Австралії та Новій Зеландії у Madman Entertainment, у Швеції видавництвом B. Wahlströms Bokförlag, у Німеччині — Tokyopop Germany, у Фінляндії — Pauna Media Group, а у Іспанії та Португалії — Edições Asa. У 2010 році видавництво Перо переклало перший том манґи українською мовою, однак інші два томи так і не були випущені.

### Список томів
| №  | Англійською    | Англійською            | Українською | Українською            |
| №  | Дата виходу    | ISBN                   | Дата виходу | ISBN                   |
| -- | -------------- | ---------------------- | ----------- | ---------------------- |
| 01 | 11 січня 2005  | ISBN 978-1-59532-599-0 | 2010        | ISBN 978-966-462-366-4 |
| 02 | 10 жовтня 2006 | ISBN 978-1-59532-600-3 | —           | —                      |
| 03 | 11 грудня 2007 | ISBN 978-1-59532-601-0 | —           | —                      |